# Elezioni amministrative in Italia del 2023
Le elezioni amministrative in Italia del 2023 si sono tenute il 14 e il 15 maggio 2023, con gli eventuali turni di ballottaggio il 28 e 29 maggio.
In Friuli-Venezia Giulia le elezioni si sono tenute il 2 e 3 aprile, in concomitanza alle elezioni regionali, con turno di ballottaggio il 16 e 17 aprile. In Sicilia e Sardegna le elezioni si sono tenute il 28 e 29 maggio, con turno di ballottaggio l'11 e 12 giugno. In Trentino-Alto Adige e Valle d'Aosta si sono tenute il 21 maggio, con turno di ballottaggio il 4 giugno. In 5 comuni, tra cui Foggia, si sono tenute il 22 e 23 ottobre.
Le elezioni amministrative si sono svolte in 790 comuni, di cui 19 capoluoghi di provincia, uno di questi capoluogo di regione. La maggior parte delle elezioni in questi comuni si sono svolte l'ultima volta durante le elezioni amministrative del 2018.

## Riepilogo sindaci di capoluogo di provincia eletti
Coalizione di centro-sinistra
     Coalizione di centro-destra
     Coalizione di centro
     Liste civiche
     Liste civiche di centro-destra
     Commissario prefettizio
| Regione               | Comune   | Sindaco uscente | Sindaco uscente            | Sindaco eletto | Sindaco eletto                | Primo turno | Primo turno | Secondo turno | Secondo turno | Seggi   |
| Regione               | Comune   | Sindaco uscente | Sindaco uscente            | Sindaco eletto | Sindaco eletto                | Voti        | %           | Voti          | %             | Seggi   |
| --------------------- | -------- | --------------- | -------------------------- | -------------- | ----------------------------- | ----------- | ----------- | ------------- | ------------- | ------- |
| Lombardia             | Brescia  |                 | Laura Castelletti (Ind.)   |                | Laura Castelletti (Ind.)      | 46.198      | 54,85       | —             | —             | 20 / 32 |
| Lombardia             | Sondrio  |                 | Marco Scaramellini (Lega)  |                | Marco Scaramellini (Lega)     | 5.681       | 57,86       | —             | —             | 20 / 32 |
| Veneto                | Treviso  |                 | Mario Conte (Lega)         |                | Mario Conte (Lega)            | 23.403      | 64,75       | —             | —             | 22 / 32 |
| Veneto                | Vicenza  |                 | Francesco Rucco (Ind.)     |                | Giacomo Possamai (PD)         | 21.896      | 46,23       | 23.416        | 50,54         | 20 / 32 |
| Friuli-Venezia Giulia | Udine    |                 | Pietro Fontanini (Lega)    |                | Alberto Felice De Toni (Ind.) | 16.762      | 39,70       | 18.576        | 52,85         | 24 / 40 |
| Liguria               | Imperia  |                 | Claudio Scajola (Ind.)     |                | Claudio Scajola (Ind.)        | 12.173      | 62,97       | —             | —             | 21 / 32 |
| Toscana               | Massa    |                 | Maria Rosa Trio            |                | Francesco Persiani (Lega)     | 11.872      | 35,42       | 15.719        | 54,36         | 20 / 32 |
| Toscana               | Pisa     |                 | Michele Conti (Lega)       |                | Michele Conti (Lega)          | 20.091      | 49,96       | 21.142        | 52,33         | 20 / 32 |
| Toscana               | Siena    |                 | Luigi De Mossi (Ind.)      |                | Nicoletta Fabio (Ind.)        | 8.249       | 30,51       | 12.545        | 52,16         | 20 / 32 |
| Umbria                | Terni    |                 | Leonardo Latini (Lega)     |                | Stefano Bandecchi (AP)        | 13.647      | 28,14       | 19.748        | 54,62         | 20 / 32 |
| Marche                | Ancona   |                 | Valeria Mancinelli (PD)    |                | Daniele Silvetti (FI)         | 19.643      | 45,11       | 21.279        | 51,73         | 20 / 32 |
| Lazio                 | Latina   |                 | Carmine Valente            |                | Matilde Celentano (FdI)       | 42.831      | 70,68       | —             | —             | 23 / 32 |
| Abruzzo               | Teramo   |                 | Gianguido D'Alberto (Ind.) |                | Gianguido D'Alberto (Ind.)    | 16.267      | 54,47       | —             | —             | 20 / 32 |
| Puglia                | Brindisi |                 | Riccardo Rossi (EV)        |                | Giuseppe Marchionna (Ind.)    | 17.933      | 44,00       | 16.814        | 53,99         | 20 / 32 |
| Puglia                | Foggia   |                 | Commissione straordinaria  |                | Maria Aida Episcopo (Ind.)    | 36.801      | 52,78       | —             | —             | 20 / 32 |
| Sicilia               | Catania  |                 | Piero Mattei               |                | Enrico Trantino (FdI)         | 85.700      | 66,13       | —             | —             | 30 / 36 |
| Sicilia               | Ragusa   |                 | Giuseppe Cassì (Ind.)      |                | Giuseppe Cassì (Ind.)         | 21.674      | 62,92       | —             | —             | 17 / 24 |
| Sicilia               | Siracusa |                 | Francesco Italia (Az)      |                | Francesco Italia (Az)         | 12.893      | 23,89       | 21.501        | 55,39         | 8 / 32  |
| Sicilia               | Trapani  |                 | Giacomo Tranchida (PD)     |                | Giacomo Tranchida (PD)        | 11.364      | 42,45       | —             | —             | 16 / 24 |

## Elezioni comunali

### Liguria

#### Imperia
|                               | Claudio Scajola ✔️ Sindaco | 12 173               | 62,97 | Avanti con Scajola Sindaco | 5 475  | 30,02 | 10 |  |  |
| Insieme con Scajola Sindaco   | Claudio Scajola ✔️ Sindaco | 12 173               | 62,97 | 5 054                      | 27,71  | 9     |    |  |  |
| Prima Imperia                 | Claudio Scajola ✔️ Sindaco | 12 173               | 62,97 | 1 108                      | 6,08   | 2     |    |  |  |
|                               | Ivan Bracco                | 4 365                | 22,58 | Partito Democratico        | 1 932  | 10,59 | 3  |  |  |
| Imperia Rinasce               | Ivan Bracco                | 4 365                | 22,58 | 1 357                      | 7,44   | 2     |    |  |  |
| Alleanza Verdi e Sinistra     | Ivan Bracco                | 4 365                | 22,58 | 833                        | 4,57   | 1     |    |  |  |
| Seggio di coalizione          | Seggio di coalizione       | Seggio di coalizione | 22,58 | 1                          |        |       |    |  |  |
|                               | Enrico Lauretti            | 1 299                | 6,72  | Società Aperta             | 1 163  | 6,38  | 2  |  |  |
|                               | Luciano Zarbano            | 1 219                | 6,31  | Imperia senza padroni      | 1 086  | 5,95  | 2  |  |  |
|                               | Stefano Semeria            | 275                  | 1,42  | Movimento 5 Stelle         | 229    | 1,26  | 0  |  |  |
| Totale                        | Totale                     | 19 331               | 100   |                            | 18 237 | 100   | 32 |  |  |
|                               |                            |                      |       |                            |        |       |    |  |  |
| Schede bianche                | Schede bianche             | 101                  | 0,51  |                            |        |       |    |  |  |
| Schede nulle                  | Schede nulle               | 531                  | 2,66  |                            |        |       |    |  |  |
| Votanti                       | Votanti                    | 19 963               | 58,08 |                            |        |       |    |  |  |
| Elettori                      | Elettori                   | 34 370               |       |                            |        |       |    |  |  |
|                               |                            |                      |       |                            |        |       |    |  |  |
| Fonte: Ministero dell'Interno |                            |                      |       |                            |        |       |    |  |  |

1. ↑  Include candidati di Fratelli d'Italia, Forza Italia e Noi moderati
2. ↑  Include candidati del PSI.
3. ↑  Include candidati dei Radicali Italiani, +Europa e Italexit.

### Lombardia

#### Brescia
|                                        | Laura Castelletti ✔️ Sindaca | 46 198               | 54,84 | Partito Democratico | 21 060 | 26,64 | 11 |  |  |
| Laura Castelletti Sindaco              | Laura Castelletti ✔️ Sindaca | 46 198               | 54,84 | 6 223               | 7,87   | 3     |    |  |  |
| Azione - Italia Viva - +Europa         | Laura Castelletti ✔️ Sindaca | 46 198               | 54,84 | 5 564               | 7,04   | 3     |    |  |  |
| Brescia Capitale                       | Laura Castelletti ✔️ Sindaca | 46 198               | 54,84 | 2 738               | 3,46   | 1     |    |  |  |
| Brescia Attiva - Verdi Europei         | Laura Castelletti ✔️ Sindaca | 46 198               | 54,84 | 2 228               | 2,82   | 1     |    |  |  |
| Al lavoro con Brescia - SI - Possibile | Laura Castelletti ✔️ Sindaca | 46 198               | 54,84 | 2 205               | 2,79   | 1     |    |  |  |
| Brescia Green                          | Laura Castelletti ✔️ Sindaca | 46 198               | 54,84 | 1 667               | 2,11   | –     |    |  |  |
| Morelli x Castelletti – Brescia 2030   | Laura Castelletti ✔️ Sindaca | 46 198               | 54,84 | 1 091               | 1,38   | –     |    |  |  |
|                                        | Fabio Rolfi                  | 35 108               | 41,67 | Fratelli d'Italia   | 13 062 | 16,52 | 5  |  |  |
| Fabio Rolfi Sindaco                    | Fabio Rolfi                  | 35 108               | 41,67 | 9 237               | 11,68  | 3     |    |  |  |
| Lega - Salvini per Rolfi               | Fabio Rolfi                  | 35 108               | 41,67 | 5 957               | 7,53   | 2     |    |  |  |
| Forza Italia-PLI                       | Fabio Rolfi                  | 35 108               | 41,67 | 3 091               | 3,91   | 1     |    |  |  |
| Brescia Davvero                        | Fabio Rolfi                  | 35 108               | 41,67 | 1 065               | 1,35   | –     |    |  |  |
| Viva Brescia – Moderati per Rolfi      | Fabio Rolfi                  | 35 108               | 41,67 | 966                 | 1,22   | –     |    |  |  |
| Seggio di coalizione                   | Seggio di coalizione         | Seggio di coalizione | 41,67 | 1                   |        |       |    |  |  |
|                                        | Alessandro Lucà              | 2 088                | 2,48  | Movimento 5 Stelle  | 1 098  | 1,39  | –  |  |  |
| Unione Popolare                        | Alessandro Lucà              | 2 088                | 2,48  | 649                 | 0,82   | –     |    |  |  |
| Partito Comunista Italiano             | Alessandro Lucà              | 2 088                | 2,48  | 341                 | 0,43   | –     |    |  |  |
|                                        | Alessandro Maccabelli        | 851                  | 1,01  | La Maddalena        | 821    | 1,04  | –  |  |  |
| Totale                                 | Totale                       | 84 245               | 100   |                     | 79 063 | 100   | 32 |  |  |
|                                        |                              |                      |       |                     |        |       |    |  |  |
| Schede bianche                         | Schede bianche               | 329                  | 0,38  |                     |        |       |    |  |  |
| Schede nulle                           | Schede nulle                 | 985                  | 1,15  |                     |        |       |    |  |  |
| Votanti                                | Votanti                      | 85 559               | 57,84 |                     |        |       |    |  |  |
| Elettori                               | Elettori                     | 147 916              |       |                     |        |       |    |  |  |
|                                        |                              |                      |       |                     |        |       |    |  |  |
| Fonte: Ministero dell'Interno          |                              |                      |       |                     |        |       |    |  |  |

1. ↑  Include candidati di Articolo Uno.
2. ↑  Include candidati dei Radicali Italiani.
3. ↑  Include candidati di Volt
4. ↑  Include candidati del PSI
5. ↑  Include candidati di Italexit.
6. ↑  Include candidati di Noi di Centro.

#### Sondrio
|                               | Marco Scaramellini ✔️ Sindaco | 5 681                | 57,86 | Sondrio Viva!       | 1 989 | 21,64 | 8  |  |  |
| Fratelli d'Italia             | Marco Scaramellini ✔️ Sindaco | 5 681                | 57,86 | 926                 | 10,08 | 3     |    |  |  |
| Lega                          | Marco Scaramellini ✔️ Sindaco | 5 681                | 57,86 | 905                 | 9,85  | 3     |    |  |  |
| Popolari Retici               | Marco Scaramellini ✔️ Sindaco | 5 681                | 57,86 | 746                 | 8,12  | 3     |    |  |  |
| Sondrio Liberale              | Marco Scaramellini ✔️ Sindaco | 5 681                | 57,86 | 587                 | 6,39  | 2     |    |  |  |
| Forza Italia                  | Marco Scaramellini ✔️ Sindaco | 5 681                | 57,86 | 266                 | 2,89  | 1     |    |  |  |
|                               | Simone del Curto              | 3 851                | 39,22 | Partito Democratico | 1 311 | 14,26 | 5  |  |  |
| Sondrio Democratica           | Simone del Curto              | 3 851                | 39,22 | 883                 | 9,61  | 3     |    |  |  |
| Futuro Insieme                | Simone del Curto              | 3 851                | 39,22 | 735                 | 8,00  | 2     |    |  |  |
| Sinistra per Sondrio          | Simone del Curto              | 3 851                | 39,22 | 389                 | 4,23  | 1     |    |  |  |
| Sondrio 2020                  | Simone del Curto              | 3 851                | 39,22 | 202                 | 2,20  | 0     |    |  |  |
| Seggio di coalizione          | Seggio di coalizione          | Seggio di coalizione | 39,22 | 1                   |       |       |    |  |  |
|                               | Luca Zambon                   | 287                  | 2,92  | Lista Moratti       | 252   | 2,74  | 0  |  |  |
| Totale                        | Totale                        | 9 819                | 100   |                     | 9 191 | 100   | 31 |  |  |
|                               |                               |                      |       |                     |       |       |    |  |  |
| Schede bianche                | Schede bianche                | 35                   | 0,35  |                     |       |       |    |  |  |
| Schede nulle                  | Schede nulle                  | 120                  | 1,20  |                     |       |       |    |  |  |
| Votanti                       | Votanti                       | 9 974                | 54,09 |                     |       |       |    |  |  |
| Elettori                      | Elettori                      | 18 438               |       |                     |       |       |    |  |  |
|                               |                               |                      |       |                     |       |       |    |  |  |
| Fonte: Ministero dell'interno |                               |                      |       |                     |       |       |    |  |  |

### Veneto

#### Treviso
|                                         | Mario Conte ✔️ Sindaco | 23 403               | 64,75 | Mario Conte Sindaco           | 10 475 | 30,12 | 11 |  |  |
| Lega-Liga Veneta                        | Mario Conte ✔️ Sindaco | 23 403               | 64,75 | 6 096                         | 17,53  | 6     |    |  |  |
| Fratelli d'Italia                       | Mario Conte ✔️ Sindaco | 23 403               | 64,75 | 3 919                         | 11,27  | 4     |    |  |  |
| Con Te - Forza Italia - Coraggio Italia | Mario Conte ✔️ Sindaco | 23 403               | 64,75 | 1 860                         | 5,35   | 1     |    |  |  |
|                                         | Giorgio De Nardi       | 10 213               | 28,26 | Partito Democratico           | 4 870  | 14,00 | 5  |  |  |
| Treviso Civica                          | Giorgio De Nardi       | 10 213               | 28,26 | 2 372                         | 6,82   | 2     |    |  |  |
| De Nardi Sindaco                        | Giorgio De Nardi       | 10 213               | 28,26 | 1 452                         | 4,18   | 1     |    |  |  |
| Coalizione civica per Treviso           | Giorgio De Nardi       | 10 213               | 28,26 | 538                           | 1,55   | 0     |    |  |  |
| Europa Verde                            | Giorgio De Nardi       | 10 213               | 28,26 | 530                           | 1,52   | 0     |    |  |  |
| Volt                                    | Giorgio De Nardi       | 10 213               | 28,26 | 266                           | 0,76   | 0     |    |  |  |
| Seggio di coalizione                    | Seggio di coalizione   | Seggio di coalizione | 28,26 | 1                             |        |       |    |  |  |
|                                         | Nicolò Rocco           | 1 456                | 4,03  | Azione - Italia Viva - Futura | 1 368  | 3,93  | 1  |  |  |
|                                         | Maurizio Mestriner     | 845                  | 2,34  | Movimento 5 Stelle            | 671    | 1,93  | 0  |  |  |
| Unione Popolare                         | Maurizio Mestriner     | 845                  | 2,34  | 140                           | 0,40   | 0     |    |  |  |
|                                         | Luigino Rancan         | 227                  | 0,63  | Il Popolo della Famiglia      | 219    | 0,63  | 0  |  |  |
| Totale                                  | Totale                 | 36 144               | 100   |                               | 34 776 | 100   | 32 |  |  |
|                                         |                        |                      |       |                               |        |       |    |  |  |
| Schede bianche                          | Schede bianche         | 144                  | 0,39  |                               |        |       |    |  |  |
| Schede nulle                            | Schede nulle           | 571                  | 1,55  |                               |        |       |    |  |  |
| Votanti                                 | Votanti                | 36 859               | 52,14 |                               |        |       |    |  |  |
| Elettori                                | Elettori               | 70 689               |       |                               |        |       |    |  |  |
|                                         |                        |                      |       |                               |        |       |    |  |  |
| Fonte: Ministero dell'Interno           |                        |                      |       |                               |        |       |    |  |  |

1. ↑  Include candidati dell'Unione di Centro.
2. ↑  Include candidati di +Europa.
3. ↑  Include candidati di Sinistra Italiana.

#### Vicenza
| Candidati                                            | Candidati                   | II turno             | II turno           | I turno | I turno | Liste                           | Voti   | %     | Seggi |
| Candidati                                            | Candidati                   | Voti                 | %                  | Voti    | %       | Liste                           | Voti   | %     | Seggi |
| ---------------------------------------------------- | --------------------------- | -------------------- | ------------------ | ------- | ------- | ------------------------------- | ------ | ----- | ----- |
|                                                      | Giacomo Possamai ✔️ Sindaco | 23 416               | 50,54              | 21 896  | 46,23   | Partito Democratico             | 6 498  | 14,66 | 7     |
| Possamai Sindaco                                     | Giacomo Possamai ✔️ Sindaco | 23 416               | 50,54              | 21 896  | 46,23   | 5 807                           | 13,10  | 6     |       |
| Civici con Possamai - Da Adesso in Poi - Vinova      | Giacomo Possamai ✔️ Sindaco | 23 416               | 50,54              | 21 896  | 46,23   | 2 717                           | 6,13   | 3     |       |
| Coalizione civica - Europa Verde - Sinistra Italiana | Giacomo Possamai ✔️ Sindaco | 23 416               | 50,54              | 21 896  | 46,23   | 2 347                           | 5,30   | 2     |       |
| Per Una grande Vicenza - Azione - IV                 | Giacomo Possamai ✔️ Sindaco | 23 416               | 50,54              | 21 896  | 46,23   | 1 554                           | 3,51   | 1     |       |
| Lista Tosetto                                        | Giacomo Possamai ✔️ Sindaco | 23 416               | 50,54              | 21 896  | 46,23   | 1 530                           | 3,45   | 1     |       |
|                                                      | Francesco Rucco             | 22 916               | 49,46              | 20 867  | 44,06   | Rucco Sindaco                   | 10 648 | 24,03 | 7     |
| Fratelli d'Italia                                    | Francesco Rucco             | 22 916               | 49,46              | 20 867  | 44,06   | 4 439                           | 10,02  | 2     |       |
| Lega                                                 | Francesco Rucco             | 22 916               | 49,46              | 20 867  | 44,06   | 2 850                           | 6,43   | 1     |       |
| Forza Italia                                         | Francesco Rucco             | 22 916               | 49,46              | 20 867  | 44,06   | 1 510                           | 3,41   | 1     |       |
| Seggio di coalizione                                 | Seggio di coalizione        | Seggio di coalizione | 49,46              | 20 867  | 44,06   | 1                               |        |       |       |
|                                                      | Claudio Cicero              | Claudio Cicero       | Claudio Cicero     | 1 217   | 2,57    | Impegno a 360° (A)              | 1 161  | 2,62  | –     |
|                                                      | Lucio Zoppello              | Lucio Zoppello       | Lucio Zoppello     | 1 181   | 2,49    | Rigeneriamo Insieme Vicenza (B) | 1 144  | 2,58  | –     |
|                                                      | Stefano Crescioli           | Stefano Crescioli    | Stefano Crescioli  | 1 014   | 2,14    | ContiamoCi                      | 980    | 2,21  | –     |
|                                                      | Edoardo Bortolotto          | Edoardo Bortolotto   | Edoardo Bortolotto | 802     | 1,69    | Movimento 5 Stelle              | 765    | 1,73  | –     |
|                                                      | Annarita Simone             | Annarita Simone      | Annarita Simone    | 384     | 0,81    | La Comune - PdS - UP - PCI      | 364    | 0,82  | –     |
| Totale                                               | Totale                      | 46 332               | 100                | 47 361  | 100     |                                 | 44 314 | 100   | 32    |
|                                                      |                             |                      |                    |         |         |                                 |        |       |       |
| Schede bianche                                       | Schede bianche              | 173                  | 0,37               | 175     | 0,36    |                                 |        |       |       |
| Schede nulle                                         | Schede nulle                | 425                  | 0,91               | 654     | 1,36    |                                 |        |       |       |
| Votanti                                              | Votanti                     | 46 930               | 52,78              | 48 190  | 54,20   |                                 |        |       |       |
| Elettori                                             | Elettori                    | 88 916               |                    | 88 916  |         |                                 |        |       |       |
|                                                      |                             |                      |                    |         |         |                                 |        |       |       |
| Fonte: Ministero dell'Interno                        |                             |                      |                    |         |         |                                 |        |       |       |

1. ↑  Include candidati del PSI.
2. ↑  Include candidati di +Europa.
3. ↑  Include candidati di Italexit.

### Friuli-Venezia Giulia

#### Udine
| Candidati                                     | Candidati                         | II turno             | II turno       | I turno | I turno | Liste                          | Voti   | %     | Seggi |
| Candidati                                     | Candidati                         | Voti                 | %              | Voti    | %       | Liste                          | Voti   | %     | Seggi |
| --------------------------------------------- | --------------------------------- | -------------------- | -------------- | ------- | ------- | ------------------------------ | ------ | ----- | ----- |
|                                               | Alberto Felice De Toni ✔️ Sindaco | 18 576               | 52,85          | 16 762  | 39,70   | Partito Democratico            | 6 515  | 19,54 | 12    |
| De Toni Sindaco                               | Alberto Felice De Toni ✔️ Sindaco | 18 576               | 52,85          | 16 762  | 39,70   | 4 122                          | 12,36  | 8     |       |
| Azione - Italia Viva                          | Alberto Felice De Toni ✔️ Sindaco | 18 576               | 52,85          | 16 762  | 39,70   | 1 490                          | 4,47   | 2     |       |
| Alleanza Verdi e Sinistra                     | Alberto Felice De Toni ✔️ Sindaco | 18 576               | 52,85          | 16 762  | 39,70   | 1 088                          | 3,26   | 2     |       |
|                                               | Pietro Fontanini                  | 16 573               | 47,15          | 19 524  | 46,25   | Fratelli d'Italia              | 4 748  | 14,24 | 4     |
| Lega per Salvini Premier                      | Pietro Fontanini                  | 16 573               | 47,15          | 19 524  | 46,25   | 3 307                          | 9,92   | 3     |       |
| Identità Civica                               | Pietro Fontanini                  | 16 573               | 47,15          | 19 524  | 46,25   | 3 101                          | 9,30   | 2     |       |
| Fontanini Sindaco                             | Pietro Fontanini                  | 16 573               | 47,15          | 19 524  | 46,25   | 2 441                          | 7,32   | 2     |       |
| Forza Italia                                  | Pietro Fontanini                  | 16 573               | 47,15          | 19 524  | 46,25   | 1 632                          | 4,89   | 1     |       |
| Unione di Centro                              | Pietro Fontanini                  | 16 573               | 47,15          | 19 524  | 46,25   | 730                            | 2,19   | –     |       |
| Seggio di coalizione                          | Seggio di coalizione              | Seggio di coalizione | 47,15          | 19 524  | 46,25   | 1                              |        |       |       |
|                                               | Ivano Marchiol                    | Ivano Marchiol       | Ivano Marchiol | 3 903   | 9,24    | Spazio Udine                   | 1 413  | 4,24  | 1     |
| Movimento 5 Stelle                            | Ivano Marchiol                    | Ivano Marchiol       | Ivano Marchiol | 3 903   | 9,24    | 774                            | 2,32   | –     |       |
| Udine Città Futura (PRC-Open FVG)             | Ivano Marchiol                    | Ivano Marchiol       | Ivano Marchiol | 3 903   | 9,24    | 357                            | 1,07   | –     |       |
| Seggio di coalizione                          | Seggio di coalizione              | Seggio di coalizione | Ivano Marchiol | 3 903   | 9,24    | 1                              |        |       |       |
|                                               | Stefano Salmè                     | Stefano Salmè        | Stefano Salmè  | 2 029   | 4,81    | Liberi Elettori - Io amo Udine | 1 628  | 4,88  | –     |
| Seggio di coalizione                          | Seggio di coalizione              | Seggio di coalizione | Stefano Salmè  | 2 029   | 4,81    | 1                              |        |       |       |
| Totale                                        | Totale                            | 35 149               | 100            | 42 218  | 100     |                                | 33 346 | 100   | 40    |
|                                               |                                   |                      |                |         |         |                                |        |       |       |
| Schede bianche                                | Schede bianche                    | 114                  | 0,32           | 499     | 1,15    |                                |        |       |       |
| Schede nulle                                  | Schede nulle                      | 344                  | 0,97           | 788     | 1,81    |                                |        |       |       |
| Votanti                                       | Votanti                           | 35 607               | 44,15          | 43 505  | 53,94   |                                |        |       |       |
| Elettori                                      | Elettori                          | 80 650               |                | 80 650  |         |                                |        |       |       |
|                                               |                                   |                      |                |         |         |                                |        |       |       |
| Fonte: Regione Autonoma Friuli-Venezia Giulia |                                   |                      |                |         |         |                                |        |       |       |

1. ↑  Include candidati del Patto per l'Autonomia e del Partito Socialista Italiano.[11]
2. ↑  Include candidati di Autonomia Responsabile.

### Toscana

#### Massa
| Candidati                           | Candidati                     | II turno             | II turno         | I turno | I turno | Liste                                       | Voti   | %     | Seggi |
| Candidati                           | Candidati                     | Voti                 | %                | Voti    | %       | Liste                                       | Voti   | %     | Seggi |
| ----------------------------------- | ----------------------------- | -------------------- | ---------------- | ------- | ------- | ------------------------------------------- | ------ | ----- | ----- |
|                                     | Francesco Persiani ✔️ Sindaco | 15 719               | 54,36            | 11 872  | 35,42   | Francesco Persiani Sindaco                  | 4 497  | 13,93 | 8     |
| Lega                                | Francesco Persiani ✔️ Sindaco | 15 719               | 54,36            | 11 872  | 35,42   | 3 731                                       | 11,56  | 7     |       |
| Civici Apuani                       | Francesco Persiani ✔️ Sindaco | 15 719               | 54,36            | 11 872  | 35,42   | 1 740                                       | 5,39   | 3     |       |
| Forza Italia-PLI-Ascoltare per Fare | Francesco Persiani ✔️ Sindaco | 15 719               | 54,36            | 11 872  | 35,42   | 1 340                                       | 4,15   | 2     |       |
|                                     | Enzo Ricci                    | 13 195               | 45,64            | 10 037  | 29,95   | Partito Democratico                         | 5 361  | 16,61 | 4     |
| Massa è un'altra cosa               | Enzo Ricci                    | 13 195               | 45,64            | 10 037  | 29,95   | 2 344                                       | 7,26   | 2     |       |
| Evangelisti per Massa               | Enzo Ricci                    | 13 195               | 45,64            | 10 037  | 29,95   | 949                                         | 2,94   | –     |       |
| Alleanza Verdi e Sinistra           | Enzo Ricci                    | 13 195               | 45,64            | 10 037  | 29,95   | 714                                         | 2,21   | –     |       |
| Dalla parte del cuore               | Enzo Ricci                    | 13 195               | 45,64            | 10 037  | 29,95   | 404                                         | 1,25   | –     |       |
| Seggio di coalizione                | Seggio di coalizione          | Seggio di coalizione | 45,64            | 10 037  | 29,95   | 1                                           |        |       |       |
|                                     | Marco Guidi                   | Marco Guidi          | Marco Guidi      | 6 699   | 19,99   | Fratelli d'Italia                           | 3 544  | 10,98 | 2     |
| Marco Guidi Sindaco                 | Marco Guidi                   | Marco Guidi          | Marco Guidi      | 6 699   | 19,99   | 2 055                                       | 6,37   | 1     |       |
| Massa Futura                        | Marco Guidi                   | Marco Guidi          | Marco Guidi      | 6 699   | 19,99   | 592                                         | 1,83   | –     |       |
| Nuovo PSI                           | Marco Guidi                   | Marco Guidi          | Marco Guidi      | 6 699   | 19,99   | 381                                         | 1,18   | –     |       |
| Noi Moderati Centrodestra           | Marco Guidi                   | Marco Guidi          | Marco Guidi      | 6 699   | 19,99   | 31                                          | 0,10   | –     |       |
| Seggio di coalizione                | Seggio di coalizione          | Seggio di coalizione | Marco Guidi      | 6 699   | 19,99   | 1                                           |        |       |       |
|                                     | Daniela Bennati               | Daniela Bennati      | Daniela Bennati  | 1 825   | 5,45    | Unione Popolare (PRC-Massa Città in Comune) | 934    | 2,89  | –     |
| Movimento 5 Stelle                  | Daniela Bennati               | Daniela Bennati      | Daniela Bennati  | 1 825   | 5,45    | 876                                         | 2,71   | –     |       |
| Seggio di coalizione                | Seggio di coalizione          | Seggio di coalizione | Daniela Bennati  | 1 825   | 5,45    | 1                                           |        |       |       |
|                                     | Cesare Ragaglini              | Cesare Ragaglini     | Cesare Ragaglini | 1 516   | 4,52    | Cesare Ragaglini Sindaco                    | 1 329  | 4,12  | –     |
|                                     | Andrea Barotti                | Andrea Barotti       | Andrea Barotti   | 584     | 1,74    | Andrea Barotti Sindaco                      | 535    | 1,66  | –     |
|                                     | Marco Lenzoni                 | Marco Lenzoni        | Marco Lenzoni    | 579     | 1,73    | Massa Insorge                               | 492    | 1,52  | –     |
|                                     | Guido Mussi                   | Guido Mussi          | Guido Mussi      | 402     | 1,20    | Partito Repubblicano Italiano               | 424    | 1,31  | –     |
| Totale                              | Totale                        | 28 914               | 100              | 33 514  | 100     |                                             | 32 273 | 100   | 32    |
|                                     |                               |                      |                  |         |         |                                             |        |       |       |
| Schede bianche                      | Schede bianche                | 109                  | 0,37             | 128     | 0,37    |                                             |        |       |       |
| Schede nulle                        | Schede nulle                  | 366                  | 1,25             | 873     | 2,53    |                                             |        |       |       |
| Votanti                             | Votanti                       | 29 389               | 51,34            | 34 515  | 60,29   |                                             |        |       |       |
| Elettori                            | Elettori                      | 57 249               |                  | 57 249  |         |                                             |        |       |       |
|                                     |                               |                      |                  |         |         |                                             |        |       |       |
| Fonte: Ministero dell'Interno       |                               |                      |                  |         |         |                                             |        |       |       |

1. ↑  Include candidati di Azione.
2. ↑  Include candidati di Articolo Uno.
3. ↑  Include candidati di Italia Viva.
4. ↑  Include candidati di Italexit.
5. ↑  Sostenuta da Nuovo Ordine Internazionalista.

#### Pisa
| Candidati                                                                                    | Candidati                | II turno             | II turno          | I turno | I turno | Liste                                                              | Voti   | %     | Seggi |
| Candidati                                                                                    | Candidati                | Voti                 | %                 | Voti    | %       | Liste                                                              | Voti   | %     | Seggi |
| -------------------------------------------------------------------------------------------- | ------------------------ | -------------------- | ----------------- | ------- | ------- | ------------------------------------------------------------------ | ------ | ----- | ----- |
|                                                                                              | Michele Conti ✔️ Sindaco | 21 142               | 52,33             | 20 091  | 49,96   | Fratelli d'Italia                                                  | 6 415  | 17,04 | 7     |
| Pisa al Centro - Michele Conti                                                               | Michele Conti ✔️ Sindaco | 21 142               | 52,33             | 20 091  | 49,96   | 5 470                                                              | 14,53  | 6     |       |
| Lega - Conti Sindaco                                                                         | Michele Conti ✔️ Sindaco | 21 142               | 52,33             | 20 091  | 49,96   | 3 889                                                              | 10,33  | 4     |       |
| Sviluppo e Territorio - Pesciatini per Pisa                                                  | Michele Conti ✔️ Sindaco | 21 142               | 52,33             | 20 091  | 49,96   | 1 677                                                              | 4,45   | 2     |       |
| Forza Italia - UdC - PLI                                                                     | Michele Conti ✔️ Sindaco | 21 142               | 52,33             | 20 091  | 49,96   | 1 126                                                              | 2,99   | 1     |       |
| Pisa Punto Zero                                                                              | Michele Conti ✔️ Sindaco | 21 142               | 52,33             | 20 091  | 49,96   | 285                                                                | 0,76   | –     |       |
|                                                                                              | Paolo Martinelli         | 19 263               | 47,67             | 16 534  | 41,12   | Partito Democratico                                                | 8 847  | 23,50 | 7     |
| La Città delle Persone                                                                       | Paolo Martinelli         | 19 263               | 47,67             | 16 534  | 41,12   | 2 532                                                              | 6,73   | 2     |       |
| Sinistra Unita per Pisa - Alleanza Verdi e Sinistra - Possibile - Sinistra Civica Ecologista | Paolo Martinelli         | 19 263               | 47,67             | 16 534  | 41,12   | 1 902                                                              | 5,05   | 1     |       |
| Movimento 5 Stelle                                                                           | Paolo Martinelli         | 19 263               | 47,67             | 16 534  | 41,12   | 1 146                                                              | 3,04   | –     |       |
| Riformisti per Pisa                                                                          | Paolo Martinelli         | 19 263               | 47,67             | 16 534  | 41,12   | 833                                                                | 2,21   | –     |       |
| Seggio di coalizione                                                                         | Seggio di coalizione     | Seggio di coalizione | 47,67             | 16 534  | 41,12   | 1                                                                  |        |       |       |
|                                                                                              | Francesco Auletta        | Francesco Auletta    | Francesco Auletta | 2 706   | 6,73    | Una Città in Comune                                                | 1 991  | 5,29  | –     |
| Unione Popolare                                                                              | Francesco Auletta        | Francesco Auletta    | Francesco Auletta | 2 706   | 6,73    | 706                                                                | 1,88   | –     |       |
| Seggio di coalizione                                                                         | Seggio di coalizione     | Seggio di coalizione | Francesco Auletta | 2 706   | 6,73    | 1                                                                  |        |       |       |
|                                                                                              | Rita Mariotti            | Rita Mariotti        | Rita Mariotti     | 538     | 1,34    | Rita Mariotti Sindaco - PSI - Azione - Italia Viva - Liberal Forum | 508    | 1,35  | –     |
|                                                                                              | Alexandre Dei            | Alexandre Dei        | Alexandre Dei     | 255     | 0,63    | Patto Civico 2023                                                  | 246    | 0,65  | –     |
|                                                                                              | Edoardo Polacco          | Edoardo Polacco      | Edoardo Polacco   | 87      | 0,22    | Comitato Libertà Toscana                                           | 77     | 0,20  | –     |
| Totale                                                                                       | Totale                   | 40 405               | 100               | 40 211  | 100     |                                                                    | 37 650 | 100   | 32    |
|                                                                                              |                          |                      |                   |         |         |                                                                    |        |       |       |
| Schede bianche                                                                               | Schede bianche           | 146                  | 0,36              | 189     | 0,46    |                                                                    |        |       |       |
| Schede nulle                                                                                 | Schede nulle             | 283                  | 0,69              | 496     | 1,21    |                                                                    |        |       |       |
| Votanti                                                                                      | Votanti                  | 40 834               | 56,34             | 40 896  | 56,43   |                                                                    |        |       |       |
| Elettori                                                                                     | Elettori                 | 72 474               |                   | 72 474  |         |                                                                    |        |       |       |
|                                                                                              |                          |                      |                   |         |         |                                                                    |        |       |       |
| Fonte: Ministero dell'Interno                                                                |                          |                      |                   |         |         |                                                                    |        |       |       |

1. ↑  Include candidati di Democrazia Solidale.
2. ↑  Include candidati di +Europa.

#### Siena
| Candidati                        | Candidati                  | II turno             | II turno           | I turno | I turno | Liste                                   | Voti   | %     | Seggi |
| Candidati                        | Candidati                  | Voti                 | %                  | Voti    | %       | Liste                                   | Voti   | %     | Seggi |
| -------------------------------- | -------------------------- | -------------------- | ------------------ | ------- | ------- | --------------------------------------- | ------ | ----- | ----- |
|                                  | Nicoletta Fabio ✔️ Sindaco | 12 545               | 52,16              | 8 249   | 30,51   | Fratelli d'Italia                       | 3 741  | 14,80 | 10    |
| Siena in tutti i sensi           | Nicoletta Fabio ✔️ Sindaco | 12 545               | 52,16              | 8 249   | 30,51   | 1 721                                   | 6,81   | 5     |       |
| Lega                             | Nicoletta Fabio ✔️ Sindaco | 12 545               | 52,16              | 8 249   | 30,51   | 979                                     | 3,87   | 2     |       |
| Forza Italia-UdC-Nuovo PSI       | Nicoletta Fabio ✔️ Sindaco | 12 545               | 52,16              | 8 249   | 30,51   | 830                                     | 3,28   | 2     |       |
| Movimento Civico Senese          | Nicoletta Fabio ✔️ Sindaco | 12 545               | 52,16              | 8 249   | 30,51   | 335                                     | 1,33   | –     |       |
|                                  | Anna Ferretti              | 11 508               | 47,84              | 7 773   | 28,75   | Partito Democratico                     | 4 983  | 19,71 | 4     |
| Con Anna Ferretti Sindaca        | Anna Ferretti              | 11 508               | 47,84              | 7 773   | 28,75   | 1 548                                   | 6,12   | 1     |       |
| Indipendenti e Progressisti – SI | Anna Ferretti              | 11 508               | 47,84              | 7 773   | 28,75   | 807                                     | 3,19   | –     |       |
| Seggio di coalizione             | Seggio di coalizione       | Seggio di coalizione | 47,84              | 7 773   | 28,75   | 1                                       |        |       |       |
|                                  | Fabio Pacciani             | Fabio Pacciani       | Fabio Pacciani     | 6 123   | 22,65   | Per Siena                               | 1 612  | 6,38  | 1     |
| Sena Civitas                     | Fabio Pacciani             | Fabio Pacciani       | Fabio Pacciani     | 6 123   | 22,65   | 1 099                                   | 4,35   | 1     |       |
| Siena Sostenibile                | Fabio Pacciani             | Fabio Pacciani       | Fabio Pacciani     | 6 123   | 22,65   | 976                                     | 3,86   | 1     |       |
| Sì – Patto dei Cittadini         | Fabio Pacciani             | Fabio Pacciani       | Fabio Pacciani     | 6 123   | 22,65   | 654                                     | 2,59   | –     |       |
| Civici in Comune                 | Fabio Pacciani             | Fabio Pacciani       | Fabio Pacciani     | 6 123   | 22,65   | 464                                     | 1,84   | –     |       |
| In Campo                         | Fabio Pacciani             | Fabio Pacciani       | Fabio Pacciani     | 6 123   | 22,65   | 440                                     | 1,74   | –     |       |
| Riscrivere Siena                 | Fabio Pacciani             | Fabio Pacciani       | Fabio Pacciani     | 6 123   | 22,65   | 191                                     | 0,76   | –     |       |
| Seggio di coalizione             | Seggio di coalizione       | Seggio di coalizione | Fabio Pacciani     | 6 123   | 22,65   | 1                                       |        |       |       |
|                                  | Massimo Castagnini         | Massimo Castagnini   | Massimo Castagnini | 1 945   | 7,19    | Massimo Castagnini Sindaco              | 980    | 3,88  | –     |
| SiAmo Siena                      | Massimo Castagnini         | Massimo Castagnini   | Massimo Castagnini | 1 945   | 7,19    | 549                                     | 2,17   | –     |       |
| Destinazione Terzo Polo          | Massimo Castagnini         | Massimo Castagnini   | Massimo Castagnini | 1 945   | 7,19    | 453                                     | 1,79   | –     |       |
| Lista De Mossi                   | Massimo Castagnini         | Massimo Castagnini   | Massimo Castagnini | 1 945   | 7,19    | 200                                     | 0,79   | –     |       |
| Seggio di coalizione             | Seggio di coalizione       | Seggio di coalizione | Massimo Castagnini | 1 945   | 7,19    | 1                                       |        |       |       |
|                                  | Emanuele Montomoli         | Emanuele Montomoli   | Emanuele Montomoli | 1 837   | 6,79    | Emanuele Montomoli Sindaco              | 1 683  | 6,66  | 1     |
|                                  | Elena Boldrini             | Elena Boldrini       | Elena Boldrini     | 403     | 1,49    | Movimento 5 Stelle                      | 393    | 1,55  | –     |
|                                  | Alessandro Bisogni         | Alessandro Bisogni   | Alessandro Bisogni | 380     | 1,41    | Siena Popolare                          | 321    | 1,27  | –     |
|                                  | Roberto Bozzi              | Roberto Bozzi        | Roberto Bozzi      | 329     | 1,22    | Siena in Azione – Roberto Bozzi Sindaco | 318    | 1,26  | –     |
| Totale                           | Totale                     | 24 053               | 100                | 27 039  | 100     |                                         | 25 277 | 100   | 32    |
|                                  |                            |                      |                    |         |         |                                         |        |       |       |
| Schede bianche                   | Schede bianche             | 263                  | 1,06               | 176     | 0,64    |                                         |        |       |       |
| Schede nulle                     | Schede nulle               | 385                  | 1,56               | 459     | 1,66    |                                         |        |       |       |
| Votanti                          | Votanti                    | 24 701               | 56,96              | 27 674  | 63,82   |                                         |        |       |       |
| Elettori                         | Elettori                   | 43 364               |                    | 43 364  |         |                                         |        |       |       |
|                                  |                            |                      |                    |         |         |                                         |        |       |       |
| Fonte: Ministero dell'Interno    |                            |                      |                    |         |         |                                         |        |       |       |

1. ↑  Include candidati del Partito Socialista Italiano.
2. ↑  Include candidati di +Europa.
3. ↑  Include candidati di Potere al Popolo! e Rifondazione Comunista.

### Umbria

#### Terni
| Candidati                           | Candidati                    | II turno             | II turno         | I turno | I turno | Liste                                                    | Voti   | %     | Seggi |
| Candidati                           | Candidati                    | Voti                 | %                | Voti    | %       | Liste                                                    | Voti   | %     | Seggi |
| ----------------------------------- | ---------------------------- | -------------------- | ---------------- | ------- | ------- | -------------------------------------------------------- | ------ | ----- | ----- |
|                                     | Stefano Bandecchi ✔️ Sindaco | 19 748               | 54,62            | 13 647  | 28,14   | Con Bandecchi per Terni                                  | 5 525  | 12,32 | 10    |
| Alternativa Popolare                | Stefano Bandecchi ✔️ Sindaco | 19 748               | 54,62            | 13 647  | 28,14   | 3 095                                                    | 6,90   | 5     |       |
| Noi con Terni                       | Stefano Bandecchi ✔️ Sindaco | 19 748               | 54,62            | 13 647  | 28,14   | 1 632                                                    | 3,64   | 3     |       |
| Terni per Loro                      | Stefano Bandecchi ✔️ Sindaco | 19 748               | 54,62            | 13 647  | 28,14   | 1 451                                                    | 3,24   | 2     |       |
|                                     | Orlando Masselli             | 16 405               | 45,38            | 17 363  | 35,81   | Fratelli d'Italia                                        | 8 044  | 17,94 | 4     |
| Forza Italia                        | Orlando Masselli             | 16 405               | 45,38            | 17 363  | 35,81   | 2 928                                                    | 6,53   | 1     |       |
| Terni - Masselli Sindaco            | Orlando Masselli             | 16 405               | 45,38            | 17 363  | 35,81   | 2 340                                                    | 5,22   | 1     |       |
| Lega                                | Orlando Masselli             | 16 405               | 45,38            | 17 363  | 35,81   | 1 917                                                    | 4,28   | –     |       |
| Terni Civica                        | Orlando Masselli             | 16 405               | 45,38            | 17 363  | 35,81   | 1 083                                                    | 2,42   | –     |       |
| Terni Protagonista                  | Orlando Masselli             | 16 405               | 45,38            | 17 363  | 35,81   | 638                                                      | 1,42   | –     |       |
| Nuovo PSI - Liberali e Riformisti   | Orlando Masselli             | 16 405               | 45,38            | 17 363  | 35,81   | 293                                                      | 0,65   | –     |       |
| Seggio di coalizione                | Seggio di coalizione         | Seggio di coalizione | 45,38            | 17 363  | 35,81   | 1                                                        |        |       |       |
|                                     | Josè Maria Kenny             | Josè Maria Kenny     | Josè Maria Kenny | 10 640  | 21,94   | Partito Democratico                                      | 6 749  | 15,05 | 3     |
| Kenny - Innovare per Terni          | Josè Maria Kenny             | Josè Maria Kenny     | Josè Maria Kenny | 10 640  | 21,94   | 1 602                                                    | 3,57   | –     |       |
| Kenny x Terni - PSI-AVS-PEF         | Josè Maria Kenny             | Josè Maria Kenny     | Josè Maria Kenny | 10 640  | 21,94   | 1 527                                                    | 3,41   | –     |       |
| Seggio di coalizione                | Seggio di coalizione         | Seggio di coalizione | Josè Maria Kenny | 10 640  | 21,94   | 1                                                        |        |       |       |
|                                     | Claudio Fiorelli             | Claudio Fiorelli     | Claudio Fiorelli | 5 249   | 10,82   | Movimento 5 Stelle                                       | 2 929  | 6,53  | –     |
| Bella Ciao - Popolare Ambientalista | Claudio Fiorelli             | Claudio Fiorelli     | Claudio Fiorelli | 5 249   | 10,82   | 1 136                                                    | 2,53   | –     |       |
| Terni Conta                         | Claudio Fiorelli             | Claudio Fiorelli     | Claudio Fiorelli | 5 249   | 10,82   | 605                                                      | 1,35   | –     |       |
| Seggio di coalizione                | Seggio di coalizione         | Seggio di coalizione | Claudio Fiorelli | 5 249   | 10,82   | 1                                                        |        |       |       |
|                                     | Paolo Cianfoni               | Paolo Cianfoni       | Paolo Cianfoni   | 582     | 1,20    | Alleanza degli Innovatori (Cittadini Liberi - PRI - LDE) | 502    | 1,12  | –     |
|                                     | Emanuele Fiorini             | Emanuele Fiorini     | Emanuele Fiorini | 512     | 1,06    | Fiorini per Terni                                        | 487    | 1,09  | –     |
|                                     | Silvia Tobia                 | Silvia Tobia         | Silvia Tobia     | 497     | 1,02    | Potere al Popolo!                                        | 454    | 1,01  | –     |
| Totale                              | Totale                       | 36 153               | 100              | 48 493  | 100     |                                                          | 44 837 | 100   | 32    |
|                                     |                              |                      |                  |         |         |                                                          |        |       |       |
| Schede bianche                      | Schede bianche               | 554                  | 1,46             | 293     | 0,59    |                                                          |        |       |       |
| Schede nulle                        | Schede nulle                 | 1 252                | 3,30             | 1 048   | 2,10    |                                                          |        |       |       |
| Votanti                             | Votanti                      | 37 959               | 43,32            | 49 834  | 56,87   |                                                          |        |       |       |
| Elettori                            | Elettori                     | 87 622               |                  | 87 622  |         |                                                          |        |       |       |
|                                     |                              |                      |                  |         |         |                                                          |        |       |       |
| Fonte: Ministero dell'Interno       |                              |                      |                  |         |         |                                                          |        |       |       |

1. ↑  Include candidati di Noi moderati.
2. ↑  Include candidati di Italexit.
3. ↑  Include candidati di Azione.
4. ↑  Include candidati di PRC e PCI.
5. ↑  Include candidati di Italia Viva e +Europa.

### Marche

#### Ancona
| Candidati                            | Candidati                   | II turno             | II turno         | I turno | I turno | Liste                        | Voti   | %     | Seggi |
| Candidati                            | Candidati                   | Voti                 | %                | Voti    | %       | Liste                        | Voti   | %     | Seggi |
| ------------------------------------ | --------------------------- | -------------------- | ---------------- | ------- | ------- | ---------------------------- | ------ | ----- | ----- |
|                                      | Daniele Silvetti ✔️ Sindaco | 21 279               | 51,73            | 19 643  | 45,11   | Fratelli d'Italia            | 7 608  | 18,60 | 9     |
| Ancona Protagonista                  | Daniele Silvetti ✔️ Sindaco | 21 279               | 51,73            | 19 643  | 45,11   | 5 287                        | 12,92  | 6     |       |
| Forza Italia - Civici Ancona         | Daniele Silvetti ✔️ Sindaco | 21 279               | 51,73            | 19 643  | 45,11   | 1 592                        | 3,89   | 1     |       |
| Lega                                 | Daniele Silvetti ✔️ Sindaco | 21 279               | 51,73            | 19 643  | 45,11   | 1 198                        | 2,93   | 1     |       |
| Rinasci Ancona                       | Daniele Silvetti ✔️ Sindaco | 21 279               | 51,73            | 19 643  | 45,11   | 1 171                        | 2,86   | 1     |       |
| Civitas Civici Salvi per Ancona      | Daniele Silvetti ✔️ Sindaco | 21 279               | 51,73            | 19 643  | 45,11   | 857                          | 2,09   | 1     |       |
| Unione di Centro                     | Daniele Silvetti ✔️ Sindaco | 21 279               | 51,73            | 19 643  | 45,11   | 653                          | 1,60   | –     |       |
|                                      | Ida Simonella               | 19 854               | 48,27            | 17 979  | 41,28   | Partito Democratico          | 8 714  | 21,30 | 6     |
| Ancona Futura                        | Ida Simonella               | 19 854               | 48,27            | 17 979  | 41,28   | 3 574                        | 8,74   | 2     |       |
| Ancona Diamoci del Noi               | Ida Simonella               | 19 854               | 48,27            | 17 979  | 41,28   | 2 134                        | 5,22   | 1     |       |
| Riformisti - Azione - Italia Viva    | Ida Simonella               | 19 854               | 48,27            | 17 979  | 41,28   | 1 514                        | 3,70   | 1     |       |
| Centristi x Ancona - Ancona Popolare | Ida Simonella               | 19 854               | 48,27            | 17 979  | 41,28   | 988                          | 2,41   | –     |       |
| Repubblicani per Ancona (PRI - MRE)  | Ida Simonella               | 19 854               | 48,27            | 17 979  | 41,28   | 207                          | 0,51   | –     |       |
| Seggio di coalizione                 | Seggio di coalizione        | Seggio di coalizione | 48,27            | 17 979  | 41,28   | 1                            |        |       |       |
|                                      | Francesco Rubini            | Francesco Rubini     | Francesco Rubini | 2 660   | 6,11    | Altra Idea di Città          | 1 847  | 4,51  | –     |
| Ancona Città Aperta                  | Francesco Rubini            | Francesco Rubini     | Francesco Rubini | 2 660   | 6,11    | 502                          | 1,23   | –     |       |
| Seggio di coalizione                 | Seggio di coalizione        | Seggio di coalizione | Francesco Rubini | 2 660   | 6,11    | 1                            |        |       |       |
|                                      | Enrico Sparapani            | Enrico Sparapani     | Enrico Sparapani | 1 584   | 3,64    | Lista 5 Stelle per Sparapani | 1 534  | 3,75  | –     |
|                                      | Marco Battino               | Marco Battino        | Marco Battino    | 948     | 2,18    | Ripartiamo dai Giovani (A)   | 867    | 2,12  | –     |
| Seggio di coalizione                 | Seggio di coalizione        | Seggio di coalizione | Marco Battino    | 948     | 2,18    | 1                            |        |       |       |
|                                      | Roberto Rubegni             | Roberto Rubegni      | Roberto Rubegni  | 735     | 1,69    | Europa Verde per Rubegni     | 666    | 1,63  | –     |
| Totale                               | Totale                      | 41 133               | 100              | 43 549  | 100     |                              | 40 913 | 100   | 32    |
|                                      |                             |                      |                  |         |         |                              |        |       |       |
| Schede bianche                       | Schede bianche              | 257                  | 0,62             | 192     | 0,43    |                              |        |       |       |
| Schede nulle                         | Schede nulle                | 397                  | 0,95             | 626     | 1,41    |                              |        |       |       |
| Votanti                              | Votanti                     | 41 787               | 51,75            | 44 367  | 54,94   |                              |        |       |       |
| Elettori                             | Elettori                    | 80 752               |                  | 80 752  |         |                              |        |       |       |
|                                      |                             |                      |                  |         |         |                              |        |       |       |
| Fonte: Ministero dell'interno        |                             |                      |                  |         |         |                              |        |       |       |

1. ↑  Include candidati di Civici Marche.
2. ↑  Include candidati di +Europa e Articolo Uno.
3. ↑  Lista appoggiata da Partito Comunista Italiano, Potere al Popolo, Sinistra Italiana, Rifondazione Comunista, Unione Popolare e Dipende da Noi.[12]

- La lista contrassegnata con la lettera A è apparentata al secondo turno con il candidato sindaco Daniele Silvetti.

### Lazio

#### Latina
|                                                             | Matilde Celentano ✔️ Sindaca | 42 831               | 70,68 | Fratelli d'Italia   | 16 756 | 29,08 | 9  |  |  |
| Matilde Celentano Sindaco (Rinascimento Sgarbi-Fare Italia) | Matilde Celentano ✔️ Sindaca | 42 831               | 70,68 | 8 679               | 15,06  | 5     |    |  |  |
| Lega                                                        | Matilde Celentano ✔️ Sindaca | 42 831               | 70,68 | 6 904               | 11,98  | 4     |    |  |  |
| Forza Italia                                                | Matilde Celentano ✔️ Sindaca | 42 831               | 70,68 | 5 928               | 10,29  | 3     |    |  |  |
| Unione di Centro - Democrazia Cristiana                     | Matilde Celentano ✔️ Sindaca | 42 831               | 70,68 | 3 452               | 5,99   | 2     |    |  |  |
|                                                             | Damiano Coletta              | 17 769               | 29,32 | Partito Democratico | 6 574  | 11,41 | 3  |  |  |
| Latina Bene Comune                                          | Damiano Coletta              | 17 769               | 29,32 | 4 986               | 8,65   | 3     |    |  |  |
| Per Latina 2032                                             | Damiano Coletta              | 17 769               | 29,32 | 2 478               | 4,30   | 1     |    |  |  |
| Movimento 5 Stelle                                          | Damiano Coletta              | 17 769               | 29,32 | 1 859               | 3,23   | 1     |    |  |  |
| Seggio di coalizione                                        | Seggio di coalizione         | Seggio di coalizione | 29,32 | 1                   |        |       |    |  |  |
| Totale                                                      | Totale                       | 60 600               | 100   |                     | 57 616 | 100   | 32 |  |  |
|                                                             |                              |                      |       |                     |        |       |    |  |  |
| Schede bianche                                              | Schede bianche               | 200                  | 0,32  |                     |        |       |    |  |  |
| Schede nulle                                                | Schede nulle                 | 1 111                | 1,79  |                     |        |       |    |  |  |
| Votanti                                                     | Votanti                      | 61 911               | 58,08 |                     |        |       |    |  |  |
| Elettori                                                    | Elettori                     | 106 603              |       |                     |        |       |    |  |  |
|                                                             |                              |                      |       |                     |        |       |    |  |  |
| Fonte: Ministero dell'Interno                               |                              |                      |       |                     |        |       |    |  |  |

1. ↑  Include candidati della Democrazia Cristiana.
2. ↑  Include candidati del Partito Socialista Italiano.
3. ↑  Include candidati di Europa Verde.
4. ↑  Include candidati di Sinistra Italiana e Possibile.

### Abruzzo

#### Teramo
|                                        | Gianguido D'Alberto ✔️ Sindaco | 16 267               | 54,47 | Insieme Possiamo       | 4 406  | 15,23 | 6  |  |  |
| Partito Democratico                    | Gianguido D'Alberto ✔️ Sindaco | 16 267               | 54,47 | 2 706                  | 9,35   | 4     |    |  |  |
| Bella Teramo                           | Gianguido D'Alberto ✔️ Sindaco | 16 267               | 54,47 | 2 426                  | 8,38   | 3     |    |  |  |
| Teramo Vive                            | Gianguido D'Alberto ✔️ Sindaco | 16 267               | 54,47 | 2 111                  | 7,30   | 3     |    |  |  |
| In Comune per Te                       | Gianguido D'Alberto ✔️ Sindaco | 16 267               | 54,47 | 2 059                  | 7,12   | 3     |    |  |  |
| Movimento 5 Stelle                     | Gianguido D'Alberto ✔️ Sindaco | 16 267               | 54,47 | 664                    | 2,29   | 1     |    |  |  |
| Innova Teramo-Socialisti per il Lavoro | Gianguido D'Alberto ✔️ Sindaco | 16 267               | 54,47 | 662                    | 2,29   | –     |    |  |  |
|                                        | Carlo Antonetti                | 10 879               | 36,43 | Futuro In - Per Teramo | 4 061  | 14,04 | 4  |  |  |
| Fratelli d'Italia                      | Carlo Antonetti                | 10 879               | 36,43 | 2 878                  | 9,95   | 2     |    |  |  |
| Forza Italia-Noi moderati              | Carlo Antonetti                | 10 879               | 36,43 | 1 806                  | 6,24   | 1     |    |  |  |
| Amo Te - Antonetti Sindaco             | Carlo Antonetti                | 10 879               | 36,43 | 1 610                  | 5,56   | 1     |    |  |  |
| Lega                                   | Carlo Antonetti                | 10 879               | 36,43 | 997                    | 3,45   | 1     |    |  |  |
| Seggio di coalizione                   | Seggio di coalizione           | Seggio di coalizione | 36,43 | 1                      |        |       |    |  |  |
|                                        | Maria Cristina Marroni         | 2 719                | 9,10  | Teramo sul serio       | 971    | 3,36  | 1  |  |  |
| Teramo Protagonista                    | Maria Cristina Marroni         | 2 719                | 9,10  | 791                    | 2,73   | –     |    |  |  |
| Azione politica                        | Maria Cristina Marroni         | 2 719                | 9,10  | 785                    | 2,71   | –     |    |  |  |
| Seggio di coalizione                   | Seggio di coalizione           | Seggio di coalizione | 9,10  | 1                      |        |       |    |  |  |
| Totale                                 | Totale                         | 29 865               | 100   |                        | 28 933 | 100   | 30 |  |  |
|                                        |                                |                      |       |                        |        |       |    |  |  |
| Schede bianche                         | Schede bianche                 | 122                  | 0,40  |                        |        |       |    |  |  |
| Schede nulle                           | Schede nulle                   | 570                  | 1,87  |                        |        |       |    |  |  |
| Votanti                                | Votanti                        | 30 557               | 66,45 |                        |        |       |    |  |  |
| Elettori                               | Elettori                       | 45 985               |       |                        |        |       |    |  |  |
|                                        |                                |                      |       |                        |        |       |    |  |  |
| Fonte: Ministero dell'Interno          |                                |                      |       |                        |        |       |    |  |  |

1. ↑  Include candidati di Articolo Uno.
2. ↑  Include candidati dell'Alleanza Verdi e Sinistra.
3. ↑  Include candidati di Azione.
4. ↑  Include candidati di Italia Viva.
5. ↑  Include candidati di Italia Viva.

### Puglia

#### Brindisi
| Candidati                                                 | Candidati                      | II turno             | II turno         | I turno | I turno | Liste                                            | Voti   | %     | Seggi |
| Candidati                                                 | Candidati                      | Voti                 | %                | Voti    | %       | Liste                                            | Voti   | %     | Seggi |
| --------------------------------------------------------- | ------------------------------ | -------------------- | ---------------- | ------- | ------- | ------------------------------------------------ | ------ | ----- | ----- |
|                                                           | Giuseppe Marchionna ✔️ Sindaco | 16 814               | 53,99            | 17 933  | 44,00   | Forza Italia                                     | 4 726  | 12,07 | 6     |
| Fratelli d'Italia                                         | Giuseppe Marchionna ✔️ Sindaco | 16 814               | 53,99            | 17 933  | 44,00   | 3 965                                            | 10,13  | 5     |       |
| Marchionna sindaco                                        | Giuseppe Marchionna ✔️ Sindaco | 16 814               | 53,99            | 17 933  | 44,00   | 3 090                                            | 7,89   | 3     |       |
| Partito Repubblicano Italiano                             | Giuseppe Marchionna ✔️ Sindaco | 16 814               | 53,99            | 17 933  | 44,00   | 2 745                                            | 7,01   | 3     |       |
| Casa dei moderati - Unione di Centro - Brindisi Idea 2030 | Giuseppe Marchionna ✔️ Sindaco | 16 814               | 53,99            | 17 933  | 44,00   | 2 285                                            | 5,84   | 2     |       |
| Lega                                                      | Giuseppe Marchionna ✔️ Sindaco | 16 814               | 53,99            | 17 933  | 44,00   | 1 249                                            | 3,19   | 1     |       |
|                                                           | Roberto Fusco                  | 14 238               | 45,72            | 13 579  | 33,32   | Partito Democratico                              | 5 443  | 13,90 | 4     |
| Impegno per Brindisi                                      | Roberto Fusco                  | 14 238               | 45,72            | 13 579  | 33,32   | 2 864                                            | 7,31   | 2     |       |
| Roberto Fusco Sindaco                                     | Roberto Fusco                  | 14 238               | 45,72            | 13 579  | 33,32   | 2 399                                            | 6,13   | 1     |       |
| Movimento 5 Stelle                                        | Roberto Fusco                  | 14 238               | 45,72            | 13 579  | 33,32   | 1 994                                            | 5,09   | 1     |       |
| Ora tocca a noi                                           | Roberto Fusco                  | 14 238               | 45,72            | 13 579  | 33,32   | 1 150                                            | 2,94   | –     |       |
| Seggio di coalizione                                      | Seggio di coalizione           | Seggio di coalizione | 45,72            | 13 579  | 33,32   | 1                                                |        |       |       |
|                                                           | Pasquale Luperti               | Pasquale Luperti     | Pasquale Luperti | 5 112   | 12,54   | Movimento Regione Salento                        | 2 360  | 6,03  | 1     |
| Uguaglianza cittadina                                     | Pasquale Luperti               | Pasquale Luperti     | Pasquale Luperti | 5 112   | 12,54   | 2 015                                            | 5,15   | –     |       |
| Seggio di coalizione                                      | Seggio di coalizione           | Seggio di coalizione | Pasquale Luperti | 5 112   | 12,54   | 1                                                |        |       |       |
|                                                           | Riccardo Rossi                 | Riccardo Rossi       | Riccardo Rossi   | 4 135   | 10,14   | Brindisi Bene Comune - Alleanza Verdi e Sinistra | 2 871  | 7,33  | –     |
| Seggio di coalizione                                      | Seggio di coalizione           | Seggio di coalizione | Riccardo Rossi   | 4 135   | 10,14   | 1                                                |        |       |       |
| Totale                                                    | Totale                         | 31 142               | 100              | 40 759  | 100     |                                                  | 39 156 | 100   | 32    |
|                                                           |                                |                      |                  |         |         |                                                  |        |       |       |
| Schede bianche                                            | Schede bianche                 | 112                  | 0,35             | 135     | 0,32    |                                                  |        |       |       |
| Schede nulle                                              | Schede nulle                   | 416                  | 1,31             | 798     | 1,91    |                                                  |        |       |       |
| Votanti                                                   | Votanti                        | 31 670               | 43,79            | 41 692  | 57,65   |                                                  |        |       |       |
| Elettori                                                  | Elettori                       | 72 324               |                  | 72 324  |         |                                                  |        |       |       |
|                                                           |                                |                      |                  |         |         |                                                  |        |       |       |
| Fonte: Ministero dell'Interno                             |                                |                      |                  |         |         |                                                  |        |       |       |

1. ↑  Include candidati di Azione e Italia Viva.

#### Foggia
|                                 | Maria Aida Episcopo ✔️ Sindaca | 36 801               | 52,78 | Partito Democratico       | 9 153  | 13,66 | 6  |  |  |
| Movimento 5 Stelle              | Maria Aida Episcopo ✔️ Sindaca | 36 801               | 52,78 | 8 251                     | 12,32  | 5     |    |  |  |
| Con Foggia                      | Maria Aida Episcopo ✔️ Sindaca | 36 801               | 52,78 | 5 735                     | 8,56   | 4     |    |  |  |
| Tempi Nuovi per Foggia (Az-IV)  | Maria Aida Episcopo ✔️ Sindaca | 36 801               | 52,78 | 5 583                     | 8,33   | 3     |    |  |  |
| Popolari per Foggia             | Maria Aida Episcopo ✔️ Sindaca | 36 801               | 52,78 | 2 048                     | 3,06   | 1     |    |  |  |
| L'Italia del Meridione          | Maria Aida Episcopo ✔️ Sindaca | 36 801               | 52,78 | 1 794                     | 2,68   | 1     |    |  |  |
| Riscossa Civile (SC-PSI-EV)     | Maria Aida Episcopo ✔️ Sindaca | 36 801               | 52,78 | 1 386                     | 2,07   | –     |    |  |  |
| Nessuno Escluso                 | Maria Aida Episcopo ✔️ Sindaca | 36 801               | 52,78 | 1 373                     | 2,05   | –     |    |  |  |
| Comunità Politica per Foggia    | Maria Aida Episcopo ✔️ Sindaca | 36 801               | 52,78 | 1 053                     | 1,57   | –     |    |  |  |
| Noi Popolari                    | Maria Aida Episcopo ✔️ Sindaca | 36 801               | 52,78 | 622                       | 0,93   | –     |    |  |  |
|                                 | Raffaele Di Mauro              | 17 268               | 24,76 | Fratelli d'Italia         | 7 572  | 11,30 | 3  |  |  |
| Forza Italia                    | Raffaele Di Mauro              | 17 268               | 24,76 | 3 919                     | 5,85   | 2     |    |  |  |
| Di Mauro Sindaco - Noi moderati | Raffaele Di Mauro              | 17 268               | 24,76 | 2 654                     | 3,96   | 1     |    |  |  |
| Prima Foggia                    | Raffaele Di Mauro              | 17 268               | 24,76 | 2 575                     | 3,84   | 1     |    |  |  |
| Liberali e Riformisti - nPSI    | Raffaele Di Mauro              | 17 268               | 24,76 | 899                       | 1,34   | –     |    |  |  |
| Seggio di coalizione            | Seggio di coalizione           | Seggio di coalizione | 24,76 | 1                         |        |       |    |  |  |
|                                 | Nunzio Angiola                 | 7 381                | 10,59 | Angiola Sindaco           | 3 239  | 4,83  | 1  |  |  |
| Effetto Foggia                  | Nunzio Angiola                 | 7 381                | 10,59 | 1 379                     | 2,06   | –     |    |  |  |
| Foggia 5.0                      | Nunzio Angiola                 | 7 381                | 10,59 | 747                       | 1,11   | –     |    |  |  |
| Orà!                            | Nunzio Angiola                 | 7 381                | 10,59 | 503                       | 0,75   | –     |    |  |  |
| Seggio di coalizione            | Seggio di coalizione           | Seggio di coalizione | 10,59 | 1                         |        |       |    |  |  |
|                                 | Giuseppe Mainiero              | 5 616                | 8,05  | Giuseppe Mainiero Sindaco | 3 855  | 5,75  | –  |  |  |
| Resto a Foggia                  | Giuseppe Mainiero              | 5 616                | 8,05  | 453                       | 0,68   | –     |    |  |  |
| Seggio di coalizione            | Seggio di coalizione           | Seggio di coalizione | 8,05  | 1                         |        |       |    |  |  |
|                                 | Antonio De Sabato              | 2 663                | 3,82  | De Sabato Sindaco         | 1 760  | 2,63  | –  |  |  |
| Progetto Concittadino           | Antonio De Sabato              | 2 663                | 3,82  | 445                       | 0,66   | –     |    |  |  |
| Seggio di coalizione            | Seggio di coalizione           | Seggio di coalizione | 3,82  | 1                         |        |       |    |  |  |
| Totale                          | Totale                         | 69 729               | 100   |                           | 66 998 | 100   | 32 |  |  |
|                                 |                                |                      |       |                           |        |       |    |  |  |
| Schede bianche                  | Schede bianche                 | 283                  | 0,39  |                           |        |       |    |  |  |
| Schede nulle                    | Schede nulle                   | 2 319                | 3,21  |                           |        |       |    |  |  |
| Votanti                         | Votanti                        | 72 331               | 60,40 |                           |        |       |    |  |  |
| Elettori                        | Elettori                       | 119 751              |       |                           |        |       |    |  |  |
|                                 |                                |                      |       |                           |        |       |    |  |  |
| Fonte: Ministero dell'Interno   |                                |                      |       |                           |        |       |    |  |  |

1. ↑  Include candidati di Noi di Centro.
2. ↑  Include candidati di Sinistra Italiana.

### Sicilia

#### Catania
|                                             | Enrico Trantino ✔️ Sindaco | 85 700               | 66,13 | Fratelli d'Italia                                    | 18 532  | 15,10 | 7  |  |  |
| Forza Italia                                | Enrico Trantino ✔️ Sindaco | 85 700               | 66,13 | 15 292                                               | 12,46   | 5     |    |  |  |
| Prima l'Italia                              | Enrico Trantino ✔️ Sindaco | 85 700               | 66,13 | 13 549                                               | 11,04   | 5     |    |  |  |
| Grande Catania                              | Enrico Trantino ✔️ Sindaco | 85 700               | 66,13 | 12 912                                               | 10,52   | 4     |    |  |  |
| Enrico Trantino Sindaco per Catania         | Enrico Trantino ✔️ Sindaco | 85 700               | 66,13 | 10 670                                               | 8,69    | 4     |    |  |  |
| Noi Moderati - Democrazia Cristiana         | Enrico Trantino ✔️ Sindaco | 85 700               | 66,13 | 8 012                                                | 6,53    | 3     |    |  |  |
| Noi con la Sicilia - Popolari e Autonomisti | Enrico Trantino ✔️ Sindaco | 85 700               | 66,13 | 7 757                                                | 6,32    | 2     |    |  |  |
|                                             | Maurizio Caserta           | 32 032               | 24,72 | Partito Democratico                                  | 10 498  | 8,55  | 3  |  |  |
| Movimento 5 Stelle                          | Maurizio Caserta           | 32 032               | 24,72 | 6 995                                                | 5,70    | 2     |    |  |  |
| Con Bianco per Catania                      | Maurizio Caserta           | 32 032               | 24,72 | 3 144                                                | 2,56    | –     |    |  |  |
| Alleanza Verdi e Sinistra                   | Maurizio Caserta           | 32 032               | 24,72 | 2 963                                                | 2,41    | –     |    |  |  |
| Per Catania - Maurizio Caserta              | Maurizio Caserta           | 32 032               | 24,72 | 1 850                                                | 1,51    | –     |    |  |  |
| È l'ora del Popolo con Riccardo Tomasello   | Maurizio Caserta           | 32 032               | 24,72 | 615                                                  | 0,50    | –     |    |  |  |
| Seggio di coalizione                        | Seggio di coalizione       | Seggio di coalizione | 24,72 | 1                                                    |         |       |    |  |  |
|                                             | Gabriele Savoca            | 5 182                | 4,00  | Sud chiama Nord                                      | 3 989   | 3,25  | –  |  |  |
| De Luca per Catania - Sicilia Vera          | Gabriele Savoca            | 5 182                | 4,00  | 979                                                  | 0,80    | –     |    |  |  |
|                                             | Lanfranco Zappalà          | 2 667                | 2,06  | Lanfranco Zappalà Sindaco                            | 2 322   | 1,89  | –  |  |  |
|                                             | Giuseppe Lipera            | 2 529                | 1,95  | Movimento Popolare Catanese                          | 1 530   | 1,25  | –  |  |  |
|                                             | Giuseppe Giuffrida         | 1 139                | 0,88  | Giuseppe Giuffrida Sindaco                           | 862     | 0,70  | –  |  |  |
|                                             | Vincenzo Drago             | 354                  | 0,27  | Socialismo Democratico - Vince Drago - Vince Catania | 285     | 0,23  | –  |  |  |
| Totale                                      | Totale                     | 129 603              | 100   |                                                      | 122 756 | 100   | 36 |  |  |
|                                             |                            |                      |       |                                                      |         |       |    |  |  |
| Regione Sicilia: Voti Seggi                 |                            |                      |       |                                                      |         |       |    |  |  |

1. ↑  Include candidati di #DiventeràBellissima
2. ↑  Include candidati di Azione e Italia Viva.
3. ↑  Include candidati di Democrazia Solidale.
4. ↑  Il candidato riceve il sostegno di Italexit.
5. ↑  Include candidati di Italia Viva e della Democrazia Cristiana.
6. ↑  Include candidati di Azione Civile e Catania Risorge.
7. ↑  Include candidati della P.S.D.I.

#### Ragusa
|                              | Giuseppe Cassì ✔️ Sindaco | 21 673 | 62,92 | Peppe Cassìndaco - Ragusa 2023 | 7 789  | 24,48 | 8  |  |  |
| Partecipiamo - Ragusa Futura | Giuseppe Cassì ✔️ Sindaco | 21 673 | 62,92 | 3 951                          | 12,42  | 4     |    |  |  |
| Ragusa Prossima              | Giuseppe Cassì ✔️ Sindaco | 21 673 | 62,92 | 2 340                          | 7,35   | 2     |    |  |  |
| Ragusa Terra Madre           | Giuseppe Cassì ✔️ Sindaco | 21 673 | 62,92 | 2 333                          | 7,33   | 2     |    |  |  |
| De Luca per Ragusa           | Giuseppe Cassì ✔️ Sindaco | 21 673 | 62,92 | 1 790                          | 5,63   | 1     |    |  |  |
|                              | Riccardo Schininà         | 6 705  | 19,47 | Partito Democratico            | 2 335  | 7,34  | 2  |  |  |
| Generazione DemoS            | Riccardo Schininà         | 6 705  | 19,47 | 1 919                          | 6,03   | 2     |    |  |  |
| Territorio                   | Riccardo Schininà         | 6 705  | 19,47 | 1 649                          | 5,18   | 1     |    |  |  |
| Patto per Ragusa             | Riccardo Schininà         | 6 705  | 19,47 | 800                            | 2,51   | –     |    |  |  |
| +Ragusa                      | Riccardo Schininà         | 6 705  | 19,47 | 583                            | 1,83   | –     |    |  |  |
|                              | Giovanni Cultrera         | 3 345  | 9,71  | Fratelli d'Italia              | 2 099  | 6,60  | 1  |  |  |
| Insieme                      | Giovanni Cultrera         | 3 345  | 9,71  | 1 513                          | 4,75   | –     |    |  |  |
| Forza Italia                 | Giovanni Cultrera         | 3 345  | 9,71  | 290                            | 0,91   | –     |    |  |  |
|                              | Sergio Firrincieli        | 2 721  | 7,90  | Movimento 5 Stelle             | 1 651  | 5,19  | 1  |  |  |
| Siamo Comunità               | Sergio Firrincieli        | 2 721  | 7,90  | 780                            | 2,45   | –     |    |  |  |
| Totale                       | Totale                    | 34 444 | 100   |                                | 31 822 | 100   | 24 |  |  |
|                              |                           |        |       |                                |        |       |    |  |  |
| Regione Sicilia: Voti Seggi  |                           |        |       |                                |        |       |    |  |  |

1. ↑  Include candidati di Azione
2. ↑  Include candidati dell'Unione di Centro e della Democrazia Cristiana
3. ↑  Include candidati di Italia Viva e del Partito Socialista Italiano
4. ↑  Include candidati di Sinistra Italiana, Articolo Uno e Europa Verde

#### Siracusa
| Candidati                                             | Candidati                   | II turno             | II turno           | I turno | I turno | Liste                          | Voti   | %    | Seggi |
| Candidati                                             | Candidati                   | Voti                 | %                  | Voti    | %       | Liste                          | Voti   | %    | Seggi |
| ----------------------------------------------------- | --------------------------- | -------------------- | ------------------ | ------- | ------- | ------------------------------ | ------ | ---- | ----- |
|                                                       | Francesco Italia ✔️ Sindaco | 21 501               | 55,39              | 12 893  | 23,88   | Francesco Italia Sindaco       | 4 857  | 9,56 | 5     |
| Noi per la Città                                      | Francesco Italia ✔️ Sindaco | 21 501               | 55,39              | 12 893  | 23,88   | 2 511                          | 4,94   | –    |       |
| Oltre - Movimento per la Rigenerazione                | Francesco Italia ✔️ Sindaco | 21 501               | 55,39              | 12 893  | 23,88   | 1 706                          | 3,36   | –    |       |
| Siracusa più Verde                                    | Francesco Italia ✔️ Sindaco | 21 501               | 55,39              | 12 893  | 23,88   | 314                            | 0,62   | –    |       |
|                                                       | Ferdinando Messina          | 17 318               | 44,61              | 17 392  | 32,22   | Fratelli d'Italia              | 4 857  | 9,56 | 5     |
| Noi con la Sicilia - Popolari e Autonomisti           | Ferdinando Messina          | 17 318               | 44,61              | 17 392  | 32,22   | 4 451                          | 8,76   | 5    |       |
| Forza Italia                                          | Ferdinando Messina          | 17 318               | 44,61              | 17 392  | 32,22   | 3 590                          | 7,07   | 4    |       |
| Insieme                                               | Ferdinando Messina          | 17 318               | 44,61              | 17 392  | 32,22   | 3 280                          | 6,46   | 3    |       |
| Prima l'Italia - Siracusa Protagonista con Vinciullo  | Ferdinando Messina          | 17 318               | 44,61              | 17 392  | 32,22   | 2 459                          | 4,84   | –    |       |
| Democrazia Cristiana                                  | Ferdinando Messina          | 17 318               | 44,61              | 17 392  | 32,22   | 1 054                          | 2,08   | –    |       |
| Laboratorio Civico                                    | Ferdinando Messina          | 17 318               | 44,61              | 17 392  | 32,22   | 462                            | 0,91   | –    |       |
| Seggio di coalizione                                  | Seggio di coalizione        | Seggio di coalizione | 44,61              | 17 392  | 32,22   | 1                              |        |      |       |
|                                                       | Renata Giunta               | Renata Giunta        | Renata Giunta      | 10 479  | 19,41   | Partito Democratico            | 3 131  | 6,16 | 3     |
| Movimento 5 Stelle                                    | Renata Giunta               | Renata Giunta        | Renata Giunta      | 10 479  | 19,41   | 2 027                          | 3,99   | –    |       |
| Lealtà e Condivisione - Progressisti Verdi e Sinistra | Renata Giunta               | Renata Giunta        | Renata Giunta      | 10 479  | 19,41   | 1 844                          | 3,63   | –    |       |
| Renata Giunta Sindaca                                 | Renata Giunta               | Renata Giunta        | Renata Giunta      | 10 479  | 19,41   | 1 497                          | 2,95   | –    |       |
|                                                       | Edgardo Bandiera            | Edgardo Bandiera     | Edgardo Bandiera   | 4 863   | 9,01    | Edy Bandiera Sindaco (B)       | 2 574  | 5,07 | 3     |
| Unione di Centro (A)                                  | Edgardo Bandiera            | Edgardo Bandiera     | Edgardo Bandiera   | 4 863   | 9,01    | 629                            | 1,24   | –    |       |
| Siracusa al Futuro                                    | Edgardo Bandiera            | Edgardo Bandiera     | Edgardo Bandiera   | 4 863   | 9,01    | 59                             | 0,12   | –    |       |
|                                                       | Giancarlo Garozzo           | Giancarlo Garozzo    | Giancarlo Garozzo  | 4 486   | 8,31    | Fuori Sistema per Siracusa (A) | 3 276  | 6,45 | 3     |
| Grande Siracusa (A)                                   | Giancarlo Garozzo           | Giancarlo Garozzo    | Giancarlo Garozzo  | 4 486   | 8,31    | 1 718                          | 3,38   | –    |       |
| SiAmo Siracusa                                        | Giancarlo Garozzo           | Giancarlo Garozzo    | Giancarlo Garozzo  | 4 486   | 8,31    | 1 048                          | 2,06   | –    |       |
|                                                       | Michele Mangiafico          | Michele Mangiafico   | Michele Mangiafico | 1 927   | 3,57    | Movimento Civico 4 (A)         | 1 823  | 3,59 | –     |
|                                                       | Roberto Trigilio            | Roberto Trigilio     | Roberto Trigilio   | 1 414   | 2,62    | Sud chiama Nord                | 1 145  | 2,25 | –     |
| Trigilio Sindaco di Siracusa - Sicilia Vera           | Roberto Trigilio            | Roberto Trigilio     | Roberto Trigilio   | 1 414   | 2,62    | 258                            | 0,51   | –    |       |
|                                                       | Abdelaziz Mouddih           | Abdelaziz Mouddih    | Abdelaziz Mouddih  | 526     | 0,97    | Vespri Siracusani              | 22     | 0,04 | –     |
| Totale                                                | Totale                      | 38 819               | 100                | 53 980  | 100     |                                | 50 790 | 100  | 32    |
|                                                       |                             |                      |                    |         |         |                                |        |      |       |
| Regione Sicilia: Primo turno Secondo turno Seggi      |                             |                      |                    |         |         |                                |        |      |       |

1. ↑  Include candidati di Azione
2. ↑  Include candidati di Italia Viva

#### Trapani
|                                               | Giacomo Tranchida ✔️ Sindaco | 11 364               | 42,45 | Trapani Tua con Tranchida Sindaco       | 2 192  | 8,72  | 4  |  |  |
| Tranchida Il Sindaco per Trapani              | Giacomo Tranchida ✔️ Sindaco | 11 364               | 42,45 | 1 634                                   | 6,50   | 2     |    |  |  |
| Polis                                         | Giacomo Tranchida ✔️ Sindaco | 11 364               | 42,45 | 1 545                                   | 6,15   | 2     |    |  |  |
| Trapani con Coerenza - Sviluppo e Solidarietà | Giacomo Tranchida ✔️ Sindaco | 11 364               | 42,45 | 1 394                                   | 5,55   | 2     |    |  |  |
| Uniti per Trapani                             | Giacomo Tranchida ✔️ Sindaco | 11 364               | 42,45 | 1 296                                   | 5,16   | 2     |    |  |  |
| I Democratici                                 | Giacomo Tranchida ✔️ Sindaco | 11 364               | 42,45 | 1 258                                   | 5,01   | 2     |    |  |  |
| Trapani al Centro                             | Giacomo Tranchida ✔️ Sindaco | 11 364               | 42,45 | 1 258                                   | 5,01   | 2     |    |  |  |
| Insieme per la Città                          | Giacomo Tranchida ✔️ Sindaco | 11 364               | 42,45 | 1 171                                   | 4,66   | –     |    |  |  |
| Idea List                                     | Giacomo Tranchida ✔️ Sindaco | 11 364               | 42,45 | 1 016                                   | 4,04   | –     |    |  |  |
| Noi Trapanesi con Tranchida Sindaco           | Giacomo Tranchida ✔️ Sindaco | 11 364               | 42,45 | 1 011                                   | 4,02   | –     |    |  |  |
|                                               | Maurizio Miceli              | 9 968                | 37,23 | Amo Trapani                             | 2 685  | 10,68 | 3  |  |  |
| Fratelli d'Italia                             | Maurizio Miceli              | 9 968                | 37,23 | 1 590                                   | 6,33   | 2     |    |  |  |
| Noi con la Sicilia - Popolari e Autonomisti   | Maurizio Miceli              | 9 968                | 37,23 | 1 433                                   | 5,70   | 2     |    |  |  |
| Forza Italia                                  | Maurizio Miceli              | 9 968                | 37,23 | 908                                     | 3,61   | –     |    |  |  |
| Miceli Sindaco di Trapani                     | Maurizio Miceli              | 9 968                | 37,23 | 616                                     | 2,45   | –     |    |  |  |
| Seggio di coalizione                          | Seggio di coalizione         | Seggio di coalizione | 37,23 | 1                                       |        |       |    |  |  |
|                                               | Francesco Brillante          | 3 648                | 13,63 | Movimento 5 Stelle                      | 1 036  | 4,12  | –  |  |  |
| Trapani con Brillante Sindaco - Sicilia Vera  | Francesco Brillante          | 3 648                | 13,63 | 891                                     | 3,54   | –     |    |  |  |
| Rinnova Trapani                               | Francesco Brillante          | 3 648                | 13,63 | 591                                     | 2,35   | –     |    |  |  |
| Sud chiama Nord                               | Francesco Brillante          | 3 648                | 13,63 | 580                                     | 2,31   | –     |    |  |  |
|                                               | Anna Garuccio                | 1 792                | 6,69  | La mia Trapani - Anna Garruccio Sindaco | 1 029  | 4,09  | –  |  |  |
| Totale                                        | Totale                       | 26 772               | 100   |                                         | 25 134 | 100   | 24 |  |  |
|                                               |                              |                      |       |                                         |        |       |    |  |  |
| Regione Sicilia: Voti Seggi                   |                              |                      |       |                                         |        |       |    |  |  |

1. ↑  Include candidati della Lega per Salvini Premier
2. ↑  Include candidati del Partito Democratico
3. ↑  Include candidati della Democrazia Cristiana
4. ↑  Include candidati del Partito Democratico
5. ↑  Include candidati di Alleanza Verdi e Sinistra, Azione e Italia Viva

## Elezioni provinciali
A partire da gennaio 2023, in varie date nel corso dell'anno, si sono svolte anche le elezioni per il rinnovo dei presidenti e dei Consigli provinciali di alcune province.

### Elezione del presidente della provincia
| Elezioni del presidente della provincia | Elezioni del presidente della provincia | Elezioni del presidente della provincia | Elezioni del presidente della provincia | Elezioni del presidente della provincia | Elezioni del presidente della provincia |
| Provincia                               | Presidente uscente                      | Presidente uscente                      | Presidente eletto                       | Presidente eletto                       | Note                                    |
| --------------------------------------- | --------------------------------------- | --------------------------------------- | --------------------------------------- | --------------------------------------- | --------------------------------------- |
| Brescia                                 |                                         | Samuele Alghisi                         |                                         | Emanuele Moraschini                     | [ 13 ]                                  |
| Sondrio                                 |                                         | Elio Moretti                            |                                         | Davide Menegola                         | [ 14 ]                                  |
| Varese                                  |                                         | Emanuele Antonelli                      |                                         | Marco Magrini                           | [ 15 ]                                  |
| Verona                                  |                                         | Manuel Scalzotto                        |                                         | Flavio Massimo Pasini                   | [ 16 ] [ 17 ]                           |
| Vicenza                                 |                                         | Francesco Rucco                         |                                         | Andrea Nardin                           |                                         |
| Savona                                  |                                         | Pierangelo Olivieri                     |                                         | Pierangelo Olivieri                     | [ 18 ]                                  |
| Modena                                  |                                         | Gian Domenico Tomei                     |                                         | Fabio Braglia                           | [ 19 ]                                  |
| Rieti                                   |                                         | Mariano Calisse                         |                                         | Roberta Cuneo                           |                                         |
| Campobasso                              |                                         | Francesco Roberti                       |                                         | Giuseppe Puchetti                       | [ 20 ]                                  |
| Isernia                                 |                                         | Alfredo Ricci                           |                                         | Daniele Saia                            | [ 21 ]                                  |
| Foggia                                  |                                         | Nicola Gatta                            |                                         | Giuseppe Nobiletti                      | [ 22 ]                                  |
| Barletta-Andria-Trani                   |                                         | Bernardo Lodispoto                      |                                         | Bernardo Lodispoto                      | [ 23 ]                                  |
| Vibo Valentia                           |                                         | Salvatore Solano                        |                                         | Corrado L'Andolina                      | [ 24 ]                                  |
| Novara                                  |                                         | Federico Binatti                        |                                         | Federico Binatti                        | [ 25 ]                                  |

### Elezione del Consiglio provinciale
| Elezioni del Consiglio provinciale | Elezioni del Consiglio provinciale | Elezioni del Consiglio provinciale | Elezioni del Consiglio provinciale | Elezioni del Consiglio provinciale | Elezioni del Consiglio provinciale | Elezioni del Consiglio provinciale | Elezioni del Consiglio provinciale |
| Provincia                          | Presidente in carica               | Presidente in carica               | Consiglio provinciale              | Consiglio provinciale              | Consiglio provinciale              | Consiglio provinciale              | Note                               |
| Provincia                          | Presidente in carica               | Presidente in carica               | CDX                                | CSX                                | Centro                             | Altri                              | Note                               |
| ---------------------------------- | ---------------------------------- | ---------------------------------- | ---------------------------------- | ---------------------------------- | ---------------------------------- | ---------------------------------- | ---------------------------------- |
| Provincia                          | Presidente in carica               | Presidente in carica               |                                    |                                    |                                    |                                    | Note                               |
| Avellino                           |                                    | Rizieri Buonopane                  | 3                                  | 7                                  | 2                                  | ―                                  | [ 26 ]                             |
| Benevento                          |                                    | Nino Lombardi                      | 2                                  | 3                                  | 4                                  | 1                                  | [ 27 ]                             |
| Caserta                            |                                    | Giorgio Magliocca                  | 3                                  | 3                                  | 10                                 | ―                                  | [ 28 ]                             |
| Catanzaro                          |                                    | Amedeo Mormile                     | 7                                  | 2                                  | 3                                  | ―                                  | [ 29 ]                             |
| Chieti                             |                                    | Francesco Menna                    | 5                                  | 7                                  | ―                                  | ―                                  | [ 30 ]                             |
| Cosenza                            |                                    | Rosaria Succurro                   | 7                                  | 4                                  | 1                                  | ―                                  | [ 31 ]                             |
| Frosinone                          |                                    | Luca Di Stefano                    | 6                                  | 5                                  | ―                                  | 1                                  | [ 32 ]                             |
| Imperia                            |                                    | Claudio Scajola                    | 9                                  | 1                                  | ―                                  | ―                                  | [ 33 ]                             |
| L'Aquila                           |                                    | Angelo Caruso                      | 5                                  | 3                                  | 2                                  | ―                                  | [ 34 ]                             |
| Matera                             |                                    | Piero Marrese                      | 2                                  | 7                                  | ―                                  | 1                                  | [ 35 ]                             |
| Pescara                            |                                    | Ottavio De Martinis                | 8                                  | 3                                  | ―                                  | 1                                  | [ 36 ]                             |
| Potenza                            |                                    | Christian Giordano                 | 5                                  | 7                                  | ―                                  | ―                                  | [ 37 ]                             |
| Salerno                            |                                    | Francesco Alfieri                  | 4                                  | 12                                 | ―                                  | ―                                  | [ 38 ]                             |
| Teramo                             |                                    | Camillo D'Angelo                   | 5                                  | 4                                  | 1                                  | ―                                  | [ 39 ]                             |

1. ↑  4 PD + 3 Davvero!
2. ↑  2 Noi Campani + 2 Noi di Centro
3. ↑  2 Prima la Provincia di Caserta + 1 Fratelli d'Italia
4. ↑  8 Provincia di Caserta al Centro + 2 Caserta al Centro
5. ↑  2 La Provincia ci Lega + 1 Venti da Sud + 1 Forza Italia
6. ↑  2 La Grande Provincia + 1 Azione
7. ↑  4 Forza Italia + 2 Ad maiora (LSP-FdI) + 1 Italia del Meridione
8. ↑   1 Forza Italia + 2 Lega per Salvini Premier + 3 Fratelli d'Italia)
9. ↑  4 Forze di Libertà + 2 Lega per Salvini Premier + 2 Fratelli d'Italia
10. ↑  3 La Provincia dei 100 comuni + 1 Forza Italia + 1 Fratelli d'Italia
11. ↑  2  FI-Lega-NM + 2 FdI
12. ↑  8 PD + 2 Campania Libera + 1 PSI + 1 Uniti per la Provincia
13. ↑  2 La Casa dei Comuni + 2 Con D'Angelo Presidente

### Presidente della Provincia e Consiglio provinciale
Benché in due appuntamenti differenti nel corso dell'anno, la Provincia della Spezia ha rinnovato sia il Presidente sia i membri del Consiglio provinciale.
| Elezioni del Presidente della provincia e del Consiglio provinciale | Elezioni del Presidente della provincia e del Consiglio provinciale | Elezioni del Presidente della provincia e del Consiglio provinciale | Elezioni del Presidente della provincia e del Consiglio provinciale | Elezioni del Presidente della provincia e del Consiglio provinciale | Elezioni del Presidente della provincia e del Consiglio provinciale | Elezioni del Presidente della provincia e del Consiglio provinciale | Elezioni del Presidente della provincia e del Consiglio provinciale | Elezioni del Presidente della provincia e del Consiglio provinciale | Elezioni del Presidente della provincia e del Consiglio provinciale |
| Provincia                                                           | Presidente uscente                                                  | Presidente uscente                                                  | Presidente eletto                                                   | Presidente eletto                                                   | Consiglio provinciale                                               | Consiglio provinciale                                               | Consiglio provinciale                                               | Consiglio provinciale                                               | Note                                                                |
| Provincia                                                           | Presidente uscente                                                  | Presidente uscente                                                  | Presidente eletto                                                   | Presidente eletto                                                   | CDX                                                                 | CSX                                                                 | Centro                                                              | Altri                                                               | Note                                                                |
| ------------------------------------------------------------------- | ------------------------------------------------------------------- | ------------------------------------------------------------------- | ------------------------------------------------------------------- | ------------------------------------------------------------------- | ------------------------------------------------------------------- | ------------------------------------------------------------------- | ------------------------------------------------------------------- | ------------------------------------------------------------------- | ------------------------------------------------------------------- |
| Provincia                                                           | Presidente uscente                                                  | Presidente uscente                                                  | Presidente eletto                                                   | Presidente eletto                                                   |                                                                     |                                                                     |                                                                     |                                                                     | Note                                                                |
| La Spezia                                                           |                                                                     | Pierluigi Peracchini                                                |                                                                     | Pierluigi Peracchini                                                | 6                                                                   | 3                                                                   | 1                                                                   | –                                                                   | [ 40 ]                                                              |

1. ↑  2 Centro-sinistra per la Provincia della Spezia (PD-PSI-+E) + 1 Provincia Sinistra, ambiente, lavoro